# Norma Chilena 2909
La Norma Chilena de Gestión de Calidad, conocida también como Norma Chilena 2909. Es un Instrumento de Gestión Auditable y Certificable, que fue diseñado acorde a las necesidades y realidades de las PYMEs Chilenas. Se basa en el principio del incremento de la competitividad de la empresa, cuando se desarrollan Procesos Sistemáticos de Mejoramiento en su Gestión, con una clara orientación a su entorno, principalmente al formado por sus clientes.

## Antecedentes
Fue creada debido al vacío que dejaba la ISO 9001:2000 en las pequeñas y medianas empresas, la cual fue incapaz de solucionar las reales necesidades de este sector. La NCH 2909 asumió el reto y tomó la Pyme como un conjunto y con esa base, buscó soluciones en la ISO 9001, ISO 14001, OHSAS 18001, Responsabilidad Social y en herramientas de administración y gestión empresarial para permitirles a los empresarios instalar estas capacidades al interior de la empresa y así lograr ser más competitivos.
Esta norma fue aprobada por el Consejo del Instituto Nacional de Normalización, en sesión efectuada el 10 de diciembre de 2004.Fue declarada Oficial de la República de Chile por Resolución Exenta N° 868, de fecha 16 de diciembre de 2004, del Ministerio de Economía, Fomento y Reconstrucción, publicada en el Diario Oficial del 29 de diciembre de 2004.

## ¿Cómo Opera?
El Proceso de Certificación en Norma PYME consta de dos etapas, una de Implementación y la otra de Verificación.

### Implementación
Proceso de la Norma que es aproximadamente de seis meses y contempla el Diagnóstico (1 mes) y la Implementación propiamente tal (5 meses), la cual es una serie de acciones necesarias para que la empresa pueda cumplir con las exigencias establecidas en el Sistema de Gestión de Calidad...

### Verificación
Etapa que consiste en la Evaluación de Conformidad (Certificación), y cuando se supera esta etapa sin “No Conformidades”, corresponde además la Emisión del Certificado o Documento de parte de la Casa Certificadora, que da cuenta del Cumplimiento de los Requisitos Establecidos en el Sistema de Gestión de Calidad.

## ¿A Quién Contactar?
Para llevar a cabo la Implementación y poder acceder a la Subsidio CORFO, la Empresa debe contratar a un Consultor, el que ha sido Evaluado y Debidamente Registrado en el Instituto Nacional de Normalización INN (esto dejó de ser requisito para contratar a un Consultor). (ya no existe este registro. debe buscar consultores en forma independiente, pero sirve que sean EX INN)

## ¿Para Cuáles Empresas?
Las Empresas que pueden acceder al Proceso de Implementación con Subsidio CORFO de la Norma PYME, son aquellas que facturan hasta 100.000. U.F. Anuales

### Requisitos de Gestión de la NCh 2909

#### Persona Jurídica
- Fotocopia de Escritura de Constitución de Sociedad.
- Modificaciones (Si hubieren).
- Publicaciones Diario Oficial.
- Inscripción Extracto de Escritura de Constitución.
- Modificaciones (Si hubieren).
- Poder del o los Representantes Legales.
- Certificado de Vigencia.
- Fotocopia R.U.T. de la Empresa.
- Fotocopia R.U.T. del o los Representantes Legales.
- Fotocopia 3 últimos años Declaración Anual de Renta.
- Fotocopias últimas 12 Declaraciones de I.V.A.s.
- Solicitud de Cofinanciamiento (Proveída por el Consultor)

#### Persona Natural
- Fotocopia del R.U.T. Representante Legal.
- Fotocopia últimos 12 I.V.A.s.
- Certificado de Iniciación de Actividades.
- Declaración Jurada Simple (No-Parentesco entre Consultor y empresario).
- Solicitud de Cofinanciamiento (Proveída por el Consultor).

## Enumeración de los Beneficios de la NCh 2909
- Genera un Ordenamiento en la Empresa.
- Mejora la Imagen con la Banca, Clientes, Estado, etc.
- Aprovecha los Recursos y Beneficios Fiscales.
- Genera Información Interna y de Entorno.
- Mejora la Toma de Decisiones.
- Mejora los Procesos de Negocios.
- Mejora el Posicionamiento de la Empresa.
- Permite cumplir Exigencias Estatales (Como ChileCompras).
- Permite ingresar al Registro de Proveedores de Empresas Certificadas.
- Crea Valor para el Dueño o Accionista.
- Crea Valor para los Clientes y demás Stakeholders.
- Genera Disciplina Empresarial y Organizacional.
- Establece un Orden Real y No Sólo Aparente.
- Previene Hechos No Deseados.
- Genera un Sentido de Responsabilidad Compartida.
- Genera un Real y Buen “Sentido Común”.

## Acciones y Tangibilidad de los Beneficios
- Formulación de la Estrategia del Negocio, y sus Planes de Acción.
- Proposición de un Cuadro de Mando Integral (Extra a la Norma).
- Formulación de un Presupuesto Anual para el Negocio.
- Cálculo del Punto de Equilibrio (Ventas en $ y Unidades).
- Revisión de la Información para la Toma de Decisiones.
- Revisión, Documentación, y Mejora de los Procesos de Negocios.
- Generación de Libros y Control de Registros.
- Sistematización, Ordenamiento y Control de la Documentación.
- Revisión, Mejora y Formalización de la Comunicación con el Cliente.
- Retroalimentación y Documentación de la Percepción del Cliente.
- Documentación de los Atributos de los Productos y/o Servicios.
- Aseguramiento de los Activos Estratégicos.
- Generación, Sistematización y Documentación de la Información de Personal.
- Generación de un Sistema de Capacitación de Personal.
- Generación de un Sistema para Información Financiera, de Ventas, Costos, Inventarios, Compras, Verificación de Materias Primas y Resultados (Utilidades o Pérdidas) para el Negocio.
- Identificación y Declaración de los Aspectos Ambientales.
- Generación de Sistemas para la actualización en Regulación Comercial (Normativa Laboral, Tributaria, Contable y Ambiental).
- Generación un Procedimiento para la Mantención Total del Sistema de Calidad